# Jürgen Räuschel
Jürgen Räuschel (* 2. März 1936 in Landeshut (Schlesien); † 3. Mai 2005 in Berlin) war ein deutscher Wirtschaftsjournalist und Verleger. Er gab der Ökologiebewegung eine kritische Stimme.

## Leben
Seine journalistischen „Lehrjahre“ verbrachte Räuschel von 1963 bis 1965 als Redakteur der DM, einer Pionierin des Verbraucherschutzes. Ende der 1960er-Jahre war Räuschel kurzfristig Wirtschaftsredakteur der linken Hamburger Monatszeitschrift konkret, wurde in den neu gegründeten Betriebsrat gewählt und vom Zeitschriftengründer Klaus Rainer Röhl entlassen.
In den 1970er-Jahren lebte Räuschel in Mannheim und engagierte sich im Zusammenhang mit der Deutschen Kommunistischen Partei (DKP) in Ludwigshafen als verantwortlicher Redakteur der Linksrheinischen sowie weiterer DKP-Kleinzeitungen. Aus diesem praktischen Arbeitszusammenhang entstand das 1975 erstveröffentlichte Buch Chemie-Gigant BASF. Anatomie eines multinationalen Konzerns. In dieser Zeit führte Räuschel im Rhein-Main-Gebiet auch Schulungen für gewerkschaftliche und Betriebsfunktionäre durch, unter anderem zur kritischen Bilanzanalyse und fundierten Bilanzkritik von als Aktiengesellschaften organisierten Großunternehmen wie beispielsweise BASF oder Daimler-Benz.
1983 gab Räuschel in Berlin das Magazin Neugier – Illustrierte Zeitschrift mit Öko-Test heraus, aus dem das ab April 1985 in Frankfurt erscheinende und von ihm gegründete ÖKO-TEST-Magazin hervorgegangen ist. Gregor Eisenhauer schrieb über diese Zeit: „Seine kleine Wohnung in der Frankfurter Innenstadt war Büro, Kreativ- und Vertriebszentrale in einem, das Fahrrad schwebte am Bücherregal über dem Bett. Die Gründungsvorbereitungen für die Zeitschrift und den Verlag waren sein Lebensinhalt, Zweifel, ob das gelingen könne, hegte er keine (oder zeigte sie nicht). Er war ein Menschenfänger, immer bemüht, andere von seiner Idee zu begeistern und sie für eine Beteiligung oder Mitarbeit zu gewinnen.“
1989 gründete Räuschel den Verlag der Ökologischen Briefe mit den drei Informationsdiensten Ökologische Briefe, Kommunale Briefe für Ökologie und Arbeit & Ökologie-Briefe. Später war er Chefredakteur des BUND-Magazins. Im Rentenalter entwarf er die Berliner Korrespondenz, die ein Newsletter für Globalisierungskritiker werden sollte.
Aus Anlass seines Todes erschien am 22. Juli 2005 im Berliner Tagesspiegel ein Nachruf von Eisenhauer: „Diese letzten Jahre lebte er in einer Parterrewohnung, Prenzlauer Berg, eingemauert von Büchern und Materialien, spartanisch, ganz auf die Arbeit fokussiert. Jürgen Räuschel starb am Schreibtisch. Vor sich die Losung des Konfuzius: ‚Wähle einen Beruf, den du liebst, und du brauchst niemals in deinem Leben zu arbeiten."“

## Schriften
- Lohnsteuer sparen 1970. Ratgeber zum neuen Formular. Econ-Verlag, Düsseldorf 1970.
- Die BASF – Zur Anatomie eines multinationalen Konzerns. Pahl-Rugenstein, Köln 1975, ISBN 3-7609-0153-0.